# Красне (Харківський район)
Кра́сне —  село в Україні, у складі Липецької громади Харківського району Харківської області. Населення становить 20 осіб. Колишній орган місцевого самоврядування — Глибоківська сільська рада.

## Географія
Село Красне знаходиться між річкою Липець і Трав'янським водосховищем. На відстані 1 км розташоване село Мороховець. В селі є кілька ставків. За 3 км знаходиться кордон з Росією.

## Історія

Красне на мапі 1783 року називалося, як хутір Зимничова

7 лютого 2023 року окупанти обстріляли село